# Tombe dei Glossatori della Scuola bolognese

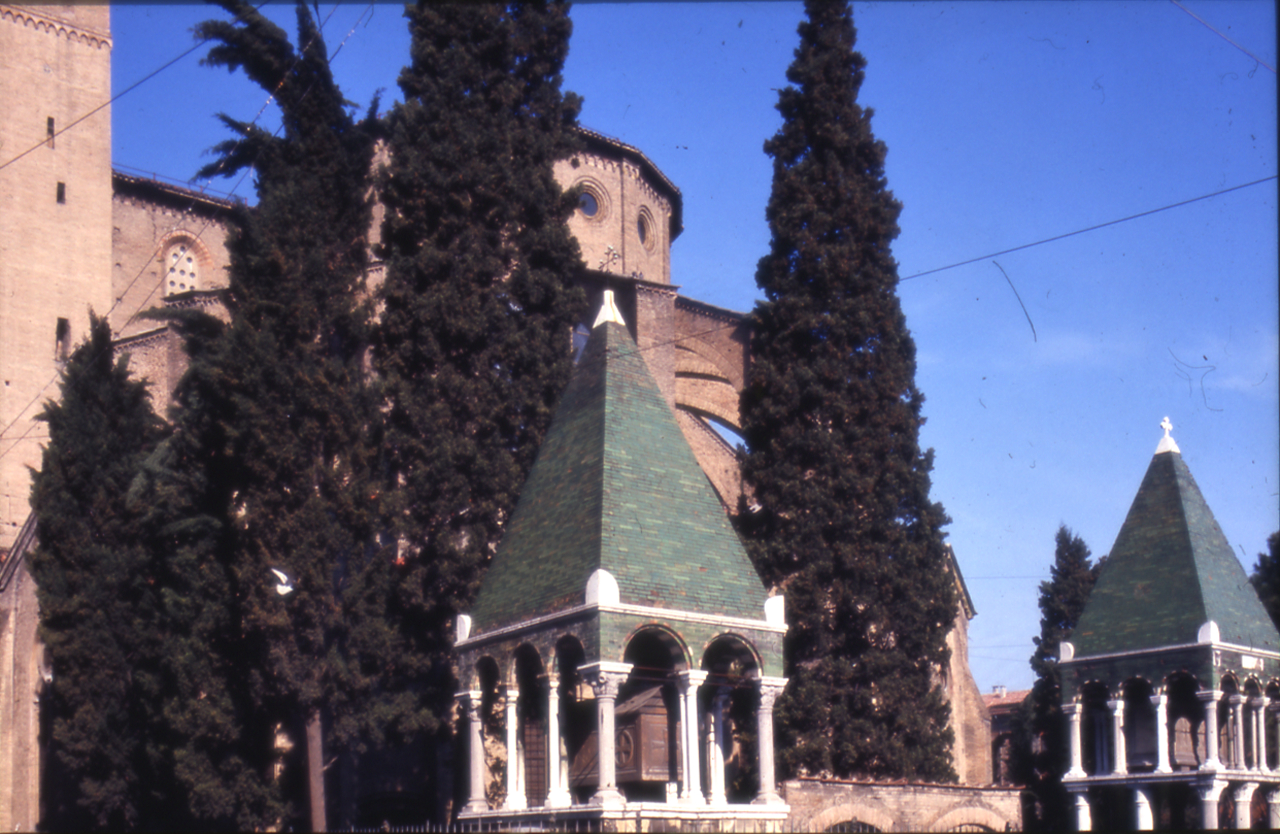
Arche degli Accursii e di Odofredo Denari, antistanti l'abside della Basilica di San Francesco. Foto di Paolo Monti, 1976.

Le tombe dei glossatori della Scuola bolognese conservano le spoglie di alcuni fra i primi e più importanti professori di quello che nel Medioevo veniva chiamato lo studium, cioè l'Università, che a Bologna era rinomato soprattutto per l'insegnamento della Giurisprudenza: erano detti glossatori perché commentavano i testi di diritto romano con aggiunte esplicative a margine, le «glosse», per rendere più chiari i contenuti dei passi in esame. Queste nuove figure professionali, cardini della vita politica e culturale cittadina, scelsero di essere seppellite in luoghi di grande visibilità urbanistica.
Non è possibile ricostruire esattamente il contesto cimiteriale su cui le tombe sorgevano; la loro presenza isolata non corrisponde alla condizione in cui si trovavano in passato. È noto che sul sagrato della basilica di San Domenico si trovavano anche i resti di altri importantissimi maestri, tra cui Salatiele di Martino di Papa (1280), Federico della Scala, Pietro Capretto de' Lambertini (1292), Guido Monadi (1293), Dino del Mugello (1298), Tommasino di Guido Ubaldini (1295); presso la Basilica di san Francesco sono attestate, a partire già dal 1261, offerte relative al cimitero, per monumenti esterni, prima ancora dell'ultimazione dei lavori della chiesa: Lambertino Ramponi (1269), Giovanni da Varignana (1274), Giovanni Pavanesi (1278). Dei monumenti di questi personaggi oggi non è rimasta alcuna traccia se non documentaria. Dai sepoltuari della chiesa e dagli altri documenti non emergono in modo omogeneo indicazioni relative alla natura di queste tombe, alla loro collocazione e al loro orientamento, perché la modalità di compilazione dei documenti non è molto rigorosa. In ogni caso, il cimitero doveva essere posto sul retro della chiesa, ovvero in piazza Malpighi, come tradizione delle chiese gotiche; in tale posizione si trovano ancora oggi le due arche superstiti.
I cinque mausolei che oggi si possono ancora vedere sorgono in due luoghi di Bologna: piazza Malpighi, adiacente a Piazza San Francesco, e piazza San Domenico, e sono tutti ascrivibili alla seconda metà del XIII secolo. Sono costituiti, con poche variazioni, da un'edicola sormontata da una piramide, che poggia su un numero variabile di colonnine di marmo, erette su un piedistallo o su un altro ordine di pilastrini, secondo una struttura definita "free standing tomb" quanto alla collocazione nello spazio; "a baldacchino" quanto alla copertura. All'interno dell'edicola è posta un'arca di marmo, leggermente rialzata su bassi sostegni.
Tutti e cinque i mausolei sono stati soggetti a interpolazioni successive, distruzioni, rifacimenti e anche a parziale ricostruzione. Dal punto di vista tipologico, si tratta di monumenti sepolcrali piuttosto peculiari perché la loro forma è estremamente specifica e non trova riscontro puntuale in quasi nessun altro caso italiano.
Alfonso Rubbiani, l'architetto bolognese cui la Deputazione di Storia Patria per le province di Romagna aveva affidato, nel 1886, il restauro dei tre mausolei di San Francesco in vista dei festeggiamenti per l'ottavo centenario dell'Università di Bologna, in una delle sue relazioni racconta che, «mentre la Commissione permanente di Belle Arti aveva approvato il progetto per la ricostruzione delle tre tombe, il signor Ministro dell'Istruzione notificava con suo dispaccio da Roma di rinunziare al proposito di eseguirlo, non essendosi potuto ottenere che il Ministro del Tesoro si assumesse la spesa occorrente [...]». Fu l'opera di interessamento della regina Margherita di Savoia, che «graziosamente soggiunse che ritornando in Roma se ne sarebbe occupata personalmente», a permettere di avviare i lavori.

## Tomba di Odofredo Denari
La prima tomba di cui si ha notizia è quella di Odofredo Denari, situata presso San Francesco, fatta costruire attorno al 1265. 
Nel 1497 e nel 1574 vennero portati a termine i primi restauri ad opera di due discendenti, Lorenzo Odofredi e Girolamo del fu Lorenzo Odofredi. Il primo aveva rinnovato il monumento, facendo costruire un plinto di mattoni entro il peristilio inferiore, all'interno del quale aveva fatto murare le sponde maggiori dell'arca originaria – i cui frammenti vennero utilizzati nel restauro ottocentesco – , e aveva fatto sistemare il cappello a piramide. Si sa, comunque, che fino al 1713, anno della costruzione della cappella Malvezzi Lombardi in San Francesco ad opera dell'architetto Alfonso Torreggiani, le ceneri di Odofredo si trovavano ancora nella tomba. 
La cappella, aggettante rispetto alla chiesa, finì per inglobare anche il monumento. Rubbiani ci informa che Gandolfi, lontano discendente del legista, «con soverchia compiacenza lasciò diroccare quasi tutto il mausoleo di Odofredo perché l'immoderata ambizione di spaziosità del Torreggiani fosse paga». Per la sua opera di ripristino, Rubbiani si servì delle testimonianze antiquarie rese da alcuni eruditi nelle loro opere: i disegni dell'Oretti, le incisioni del libro di Sarti e quelle cinquecentesche di Rybisch e del Fendt, di cui peraltro egli stesso ammette: «Molto vi è fatto di memoria, per poca precisione degli schizzi presi dal vero; quindi come documenti per un ristauro essi non hanno che un valore indicativo».
Rispetto allo stato attuale del monumento, sappiamo che, al posto dello zoccolo di mattoni che si vede oggi, la base era costituita da un peristilio di colonne, di cui solo tre sono arrivate indenni al XIX secolo, mentre per la parte superiore originali sono quattro colonnine della loggetta. I rilievi di Rubbiani ci informano che la pianta, di forma rettangolare, doveva misurare 3.50 metri x 2.50 circa, e che raggiungeva un'altezza approssimativa di 11 metri; la piramide sola doveva misurarne 4. 
Le colonne sono di «marmo bianco di cava greca; e i capitelli a tronchi di piramide ornati di foglie di palmizio, come se ne riscontrano in San Vitale di Ravenna, hanno sentimento bizantino e ricordo d'Oriente […] Colonnette e capitelli della piccola loggia sono in pietra d'Istria meno le quattro angolari, più robuste, in marmo greco»; nelle quattro facce dei capitelli, risalenti probabilmente all'VIII secolo come le colonne (forse resti di un ciborio), era inciso lo stemma di Odofredo, raffigurante tre piccole aquile, abrase nel periodo delle Repubblica Cisalpina come avvenne a tanti esempi di araldica nello stesso periodo; la descrizione procede con le misure delle lastre di macigno del piano superiore (0.19 metri). Gli archetti sono riconosciuti come elementi dell'intervento del 1497, nel quale era stata ripristinata anche la piramide. 
L'interno doveva essere stato intonacato e dipinto o rivestito in mattoni vetrati, come appariva nei monumenti di Rolandino de' Passaggeri e di Egidio Foscherari. Per gli interni del monumento di Odofredo e di Accursio, Rubbiani proponeva di «riprodurre il tipo a mattoni vetrati, verdi, azzurri, gialli e bianchi, secondo la gamma posseduta dalle nostre fornaci nel XIII secolo».
Nel corso dei lavori del 1888, l'architetto Rubbiani offrì resoconti dettagliati all'adunanza della Deputazione di Storia Patria per la Romagna, in cui specificò i passi del percorso e le sue difficoltà. Al termine del restauro si erano isolate «le sole tre belle colonne di marmo greco», si erano rafforzati «con traverse di ferro gli architravi di marmo», «disposti in modo più intelligibile gli avanzi dell'antica arca» , murate le lapidi trovate (quelle relative ai due interventi rinascimentali e quelle del Settecento) «nel muro che fa fondo agli avanzi della tomba». I resti di uno scheletro, trovato in una piccola arca sotto «gli avanzi del monumento» e analizzati dall'«egregio» Dottor Giulio Melotti (che ne confermò l'appartenenza indicativa al periodo odofrediano), furono chiusi in una cassa di quercia con iscrizione di piombo; infine, e il monumento fu circondato da una cancellata di ferro a protezione.

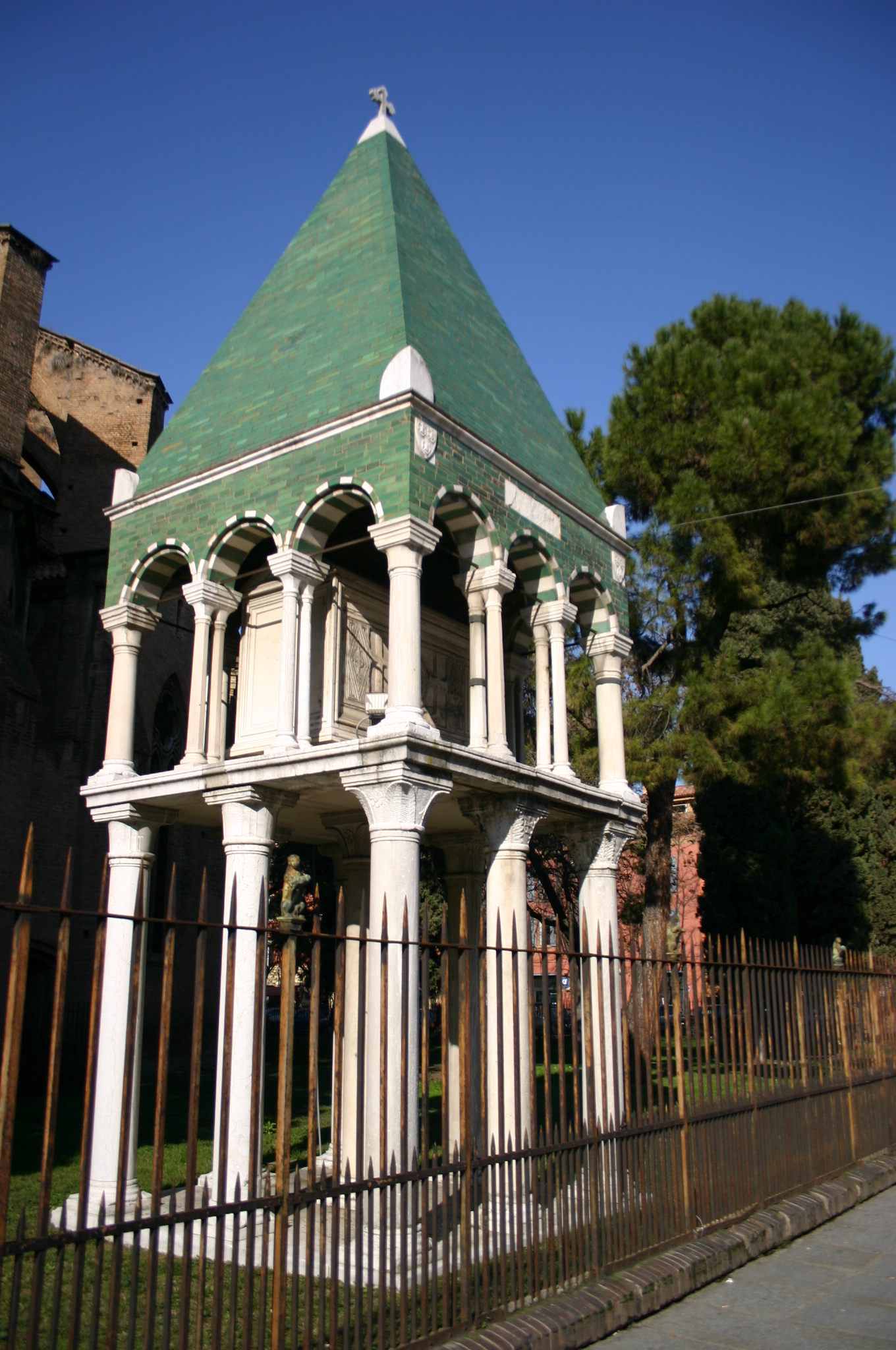
Tomba di Odofredo Denari, antistante l'abside della Basilica di San Francesco.
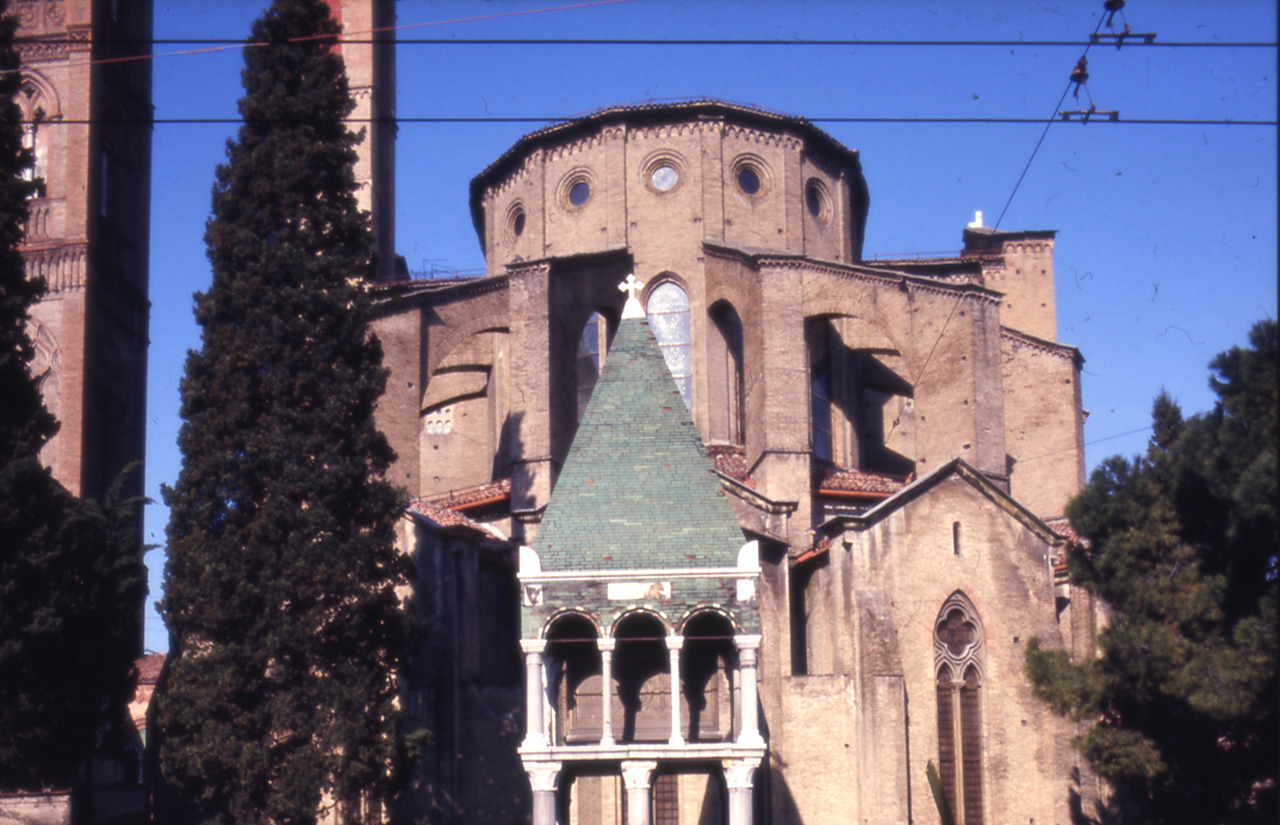
Panoramica della tomba di fronte all'abside della Basilica di San Francesco. Foto di Paolo Monti, 1968.
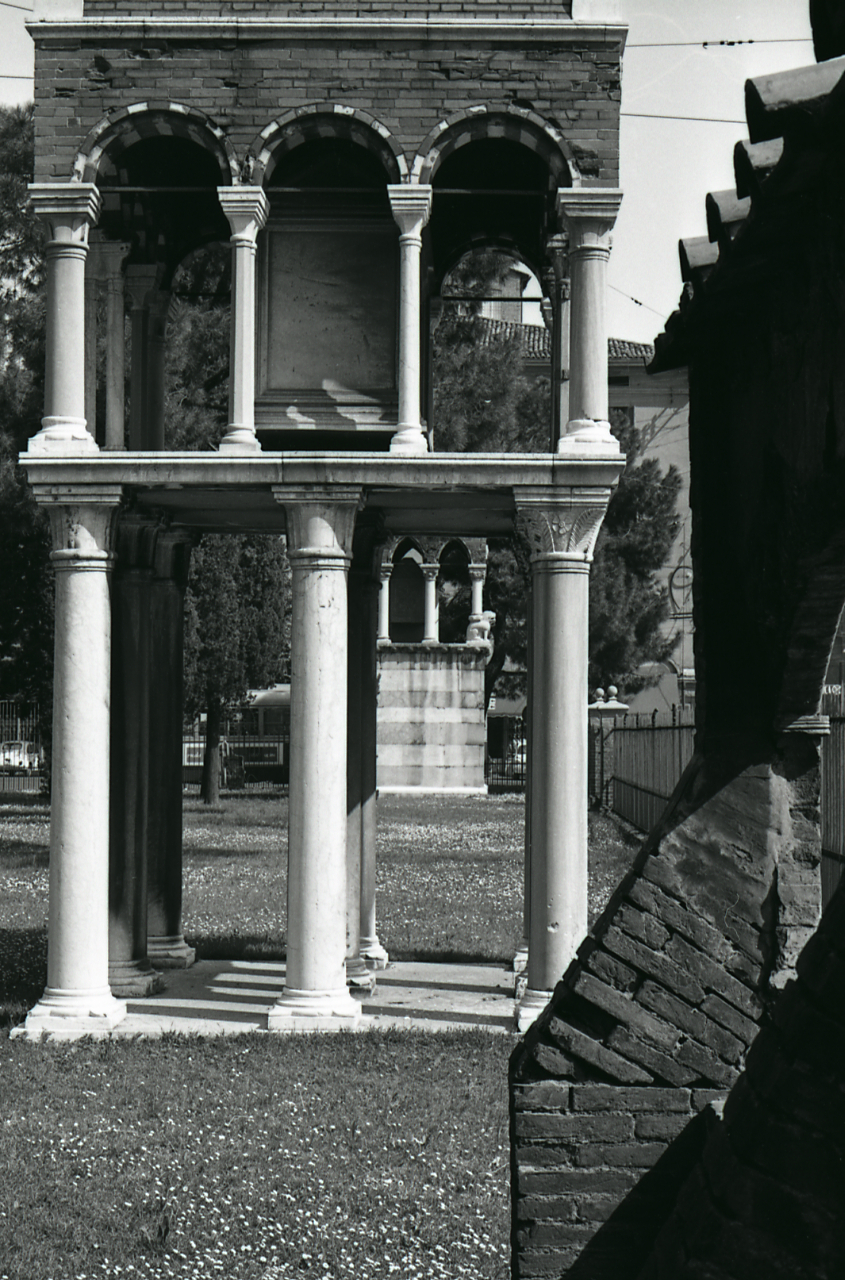
Particolare dell'arca di Odofredo Denari (sullo sfondo l'arca di Rolandino dei Romanzi). Foto di Paolo Monti, 1968.

## Tomba di Rolandino dei Romanzi

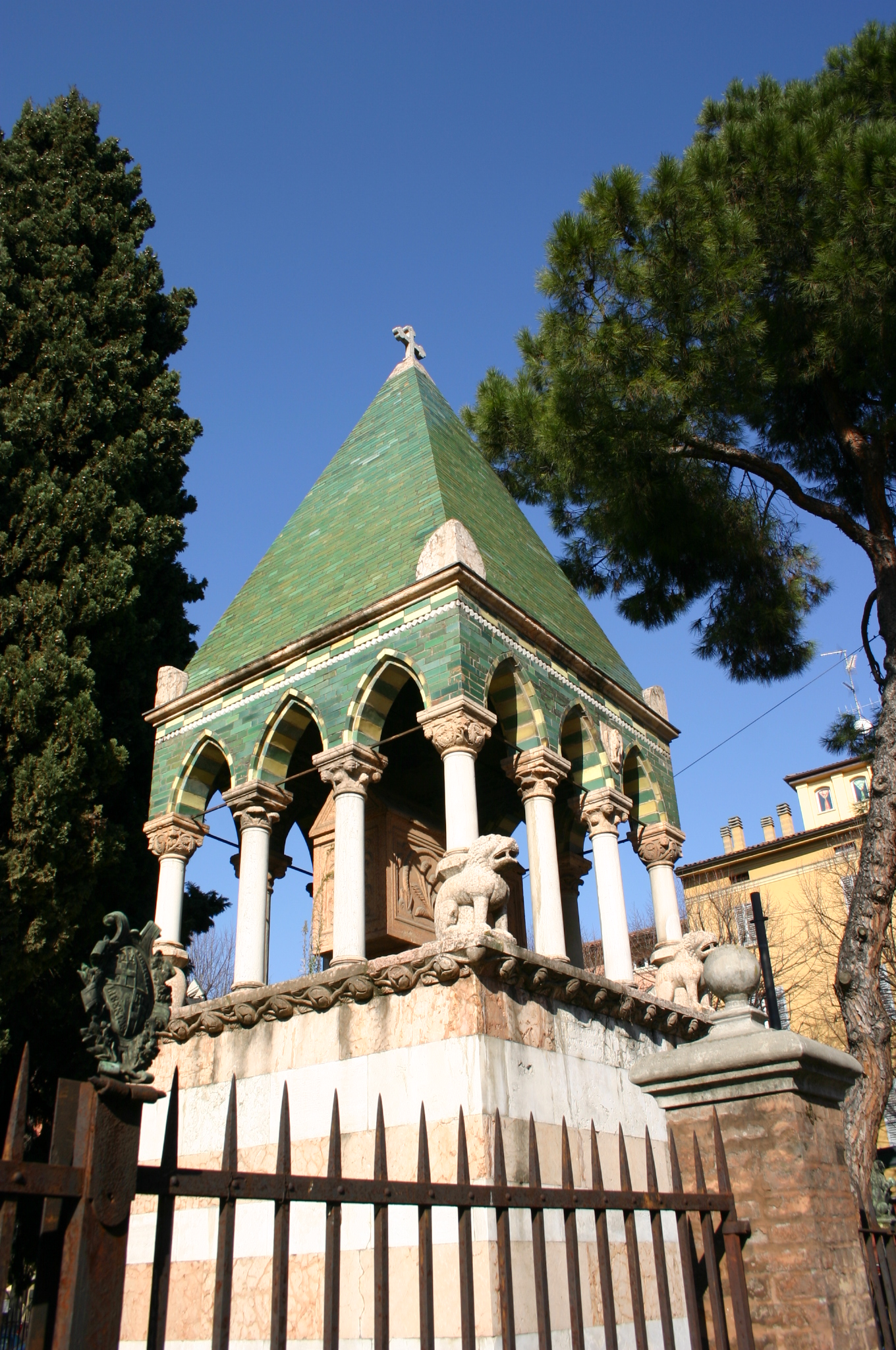
Tomba di Rolandino de' Romanzi, antistante l'abside della Basilica di San Francesco.

Il secondo monumento in ordine di tempo ad esserci pervenuto (1285) è quello di Rolandino de' Romanzi. 
«Fino al 1803 – la sua arca – reggevasi ancora, cadente, sgretolata ma senza danno di mutilazioni. Nicchiata dietro il portico della Seliciata, lanciava ancora la sua guglia più in alto del tetto di esso, e lì accanto era la pesa pubblica del fieno».
Nel 1769 l'arca era già nascosta da un muro, eretto forse per rafforzare la struttura barcollante o per impedire che «in quell'angolo deserto e buio la tomba di Rolandino de' Romanzi giovasse ai malfattori per agguati notturni»; il Sarti, nel medesimo anno, la descriveva in questo modo: 
«Obiit Rolandinus Bononiae anno MCCLXXXIV, III idus Septembris, ornatus ipse quoque magnifico et splendido sepulcro, quod Guidestus filius erigendum curavit […] Ejus iconographiam damus. Ac moles ipsa sepulcri satis integra adhuc superest, undequaque cospicua […]»
Il modello tombale esplicitato nel testamento del giurista specificava di far riferimento alla tomba di Odofredo: «et faciendo scripneum arche predicte de marmore altitudinis et magnitudinis in omni quadra prout est scripneum dicte arche dicti domini Odofredi…»; ma, nonostante la sostanziale aderenza all'esempio della tomba precedente, sono stati riscontrati nel monumento più recente elementi di grande pregio dal punto di vista stilistico, che, in alcuni casi, rappresentano un'evoluzione verso forme gotiche.
Nelle pagine che Bruno Breveglieri dedica alla scrittura a Bologna nel Duecento, le iscrizioni del monumento di Rolandino sono citate come esempi di pregio nell'esito dell'elaborazione della maiuscola gotica, «con l'adozione di un sistema completamente bilineare, senza più giochi di lettere di altezza variabile, incluse o sovrapposte [...] una scrittura molto tipizzata, di ariosa impaginazione, con sottili, leziosi filetti di coronamento dei tratti e una particolare forma della I. Una vera moda grafica, di successo sia nelle scritture esposte di committenza pubblica [...] sia in epigrafi assolutamente private». Nuova è anche la presenza dei quattro leoni stilofori, uno dei quali sostituito nell'Ottocento in una prima approssimativa sistemazione, ed estremamente più articolati sono i capitelli e la decorazione della cornice di marmo, che, rispetto alla semplicità assoluta del modello, presentano motivi vegetali piuttosto elaborati; o meglio, nelle parole del restauratore, «l'artista ha poetizzato tutto un tralcio serpeggiante di una cucurbitacea nostrana».
I maestri che lavorarono al monumento, Alberto di Guidobono e Albertino di Enrico, ingaggiati dal figlio di Rolandino, Guidesto, alla morte del padre, avvenuta nel 1284, mostrarono, in effetti, di voler superare l'arca di Odofredo, proponendo «melius intaglatum et alio intaglo». Il contratto, stipulato tra il discendente e gli artisti di fronte al notaio «Tomaxio quondam Ursolini», ci è pervenuto, e offre informazioni preziose rispetto all'uso dei marmi veronesi, sia bianchi che vermigli, al loro pagamento (255 lire di bolognini solo per il materiale), ad alcune decorazioni (croce, acroterii, cornice, leoni, scudo di marmo con incisione) e misure (ceppo di 9 piedi e mezzo per lato e altezza di 10 piedi) che hanno facilitato il compito di Rubbiani. Per l'interno della piramide il restauratore aveva preferito la tecnica a intonaco e pittura, considerando questa semplificazione più tardiva e perciò più consona al monumento.
Nonostante le ottime condizioni – almeno rispetto allo status degli altri monumenti – in cui il mausoleo si trovava a fine Settecento, esso venne fatto distruggere dal governo francese nel 1804, con l'argomento che serviva «di nascondiglio alle birbe e agli assassini». «Fu strana rappresaglia della fortuna» – commenta ancora Rubbiani – «che ciò potesse allegarsi per giustificare la demolizione di chi scrisse De ordine maleficiorum…», ovvero uno dei primi trattati di criminologia. Nel 1814, a seguito della Restaurazione, Giambattista Grilli, poeta bolognese, pubblicò un poema, tenuto clandestino fino a quel momento, in cui sfogava le sue ire contro i francesi, e immaginava di aver assistito in una notte di dieci anni prima, durante una passeggiata al chiar di luna, ad una processione di spettri, tra cui il povero Rolandino rimasto senza tomba, con tanto di Digesto sottobraccio, che si avviavano in Certosa, dove, al tempo, frammenti di sepolcro, e presumibilmente anche di ossa, erano stati trasportati con poco garbo. Qui, il poeta Grilli si era affaticato a cercare i resti illustri, ed era riuscito nel suo compito. Anche grazie alle invettive antifrancesi del poeta, gli «avanzi» del monumento, trasportati in Certosa, furono malamente riassemblati – «a testimonio di grettezza moderna», commenta Rubbiani, disgustato dall'intervento – e soltanto nel 1888 furono recuperati dallo stesso architetto e ricomposti sulla base delle indicazioni del contratto e, per la piramide, grazie allo studio dell'inclinazione dei mattoni a spigolo pervenuti.

## Tomba di Egidio Foscherari

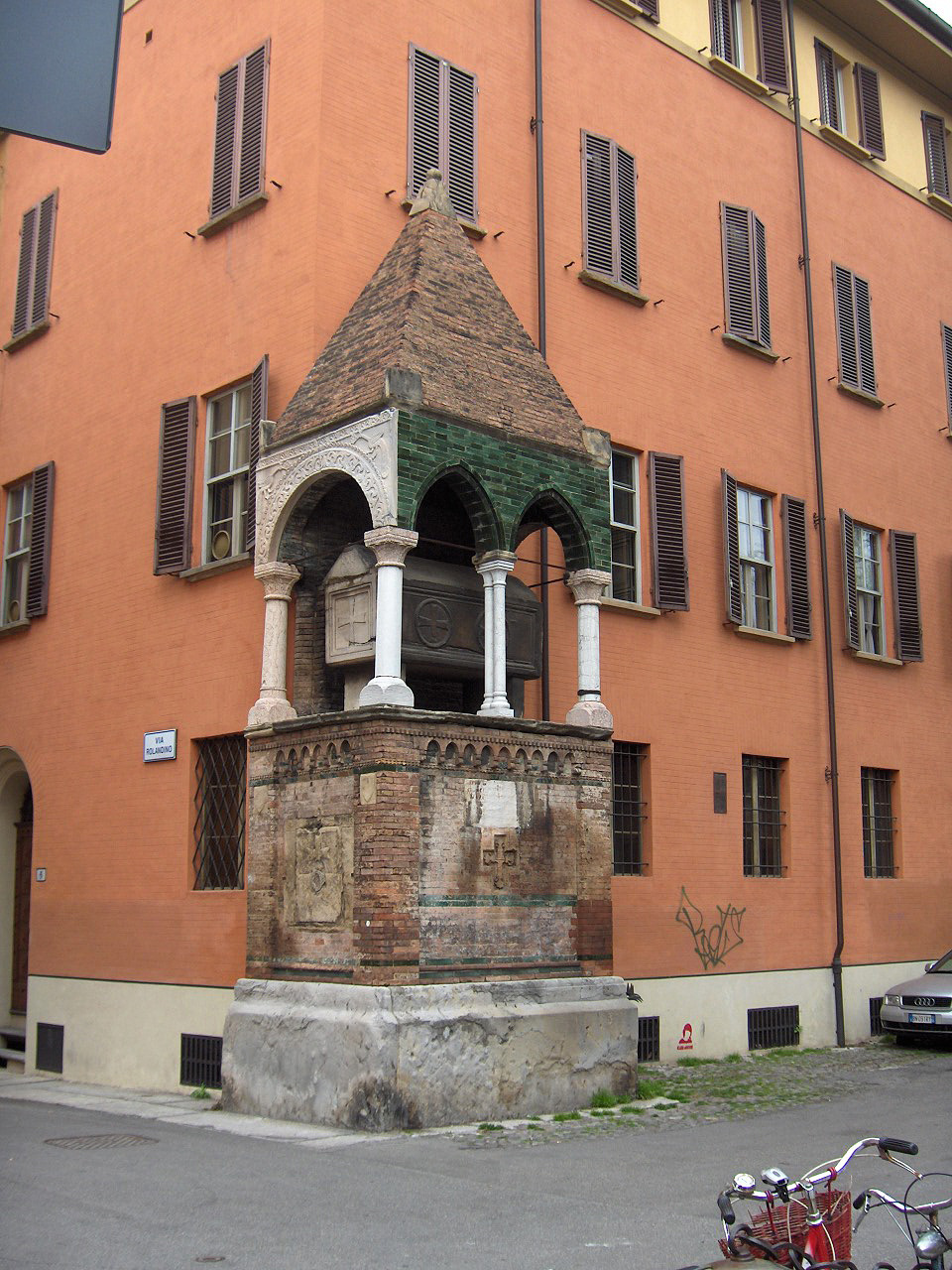
Tomba di Egidio Foscherari, in piazza San Domenico.

La tomba di Egidio Foscherari, ultimata probabilmente entro il 1291, e ben documentata dalle fonti, è quella che si differenzia maggiormente dalle altre nei suoi caratteri costitutivi; questa scelta stilistica si spiega probabilmente, in un'ottica di retorica monumentale, nel tentativo di segnare una differenza visiva che distinguesse la tomba di un dottore di diritto canonico, com'era Egidio, dalla tradizione più strettamente classica di quelle dei dottori in diritto civile. Più semplice e meno appariscente, deriva le sue peculiarità dalla tradizione veneto-bizantina e Rubbiani ci informa che l'interno della piramide era dipinto a «cielo seminato di stelle nimbate», interessante eco dell'arte ravennate.
Notevole, poi, è il reimpiego del frammento di ciborio di età età carolingia sul lato ovest del monumento, «transfert simbolico […] coerente con il gusto allora dominante in Venezia».
In effetti, «as the Venetian variety of this renovatio was colored by the idea of establishing a connection, and even an unbroken continuity with the 'age of the apostles', and as this movement aimed at a renovatio imperii christiani and not a renewal of the pagan Empire of Rome, the art which it propagated assumed the semblance of Early Christian styles, or, at least, styles that were thought as Early Christian».
L'inserto era noto già nel Settecento, perché Sarti ne parla, e offre un suo commento. «In consideranda totius molis structura herebit fortasse antiquitatis studiosus investigator, in ea enim conspicit arcum integrum ex marmore graeco, rudibus anaglyphis inscultum, qui vetustatem multo majorem prodit et artificium non ejus aetatis, qua vixit Aegidius Fuscararius. Sunt in eo insculptae, haud ignota priscorum christianorum symbola, pavonae ac rosae, qualia in antiquissimis ecclesiis et monumentis christianorum cernuntur; ac nemo, istarum rerum non imperitissimus, hunc arcum negabit partem fuisse antiqui Ciborii, quod altare aliquod ex veteri more obtegeret. Id autem tanto magis observandum, quod perpaucae antiquitatum christianorum reliquiae in civitate nostra supersunt propter insignem architectorum audaciam, qui sacra haec antiquitatis monumento, propterea quod rudia sunt et inelegantia, ubique disjiciunt».
Come osserva, invece, giustamente Renzo Grandi: «non stupisce che il primo mausoleo eretto ad un lettore di diritto canonico rieccheggiasse di modelli ideologici fin lì senza seguito apprezzabile a Bologna, venendo ad attenuare o correggere l'ispirazione troppo rigidamente laicista, con cui si andavan celebrando in S. Francesco i grandi campioni del diritto civile».

## Tomba degli Accursii

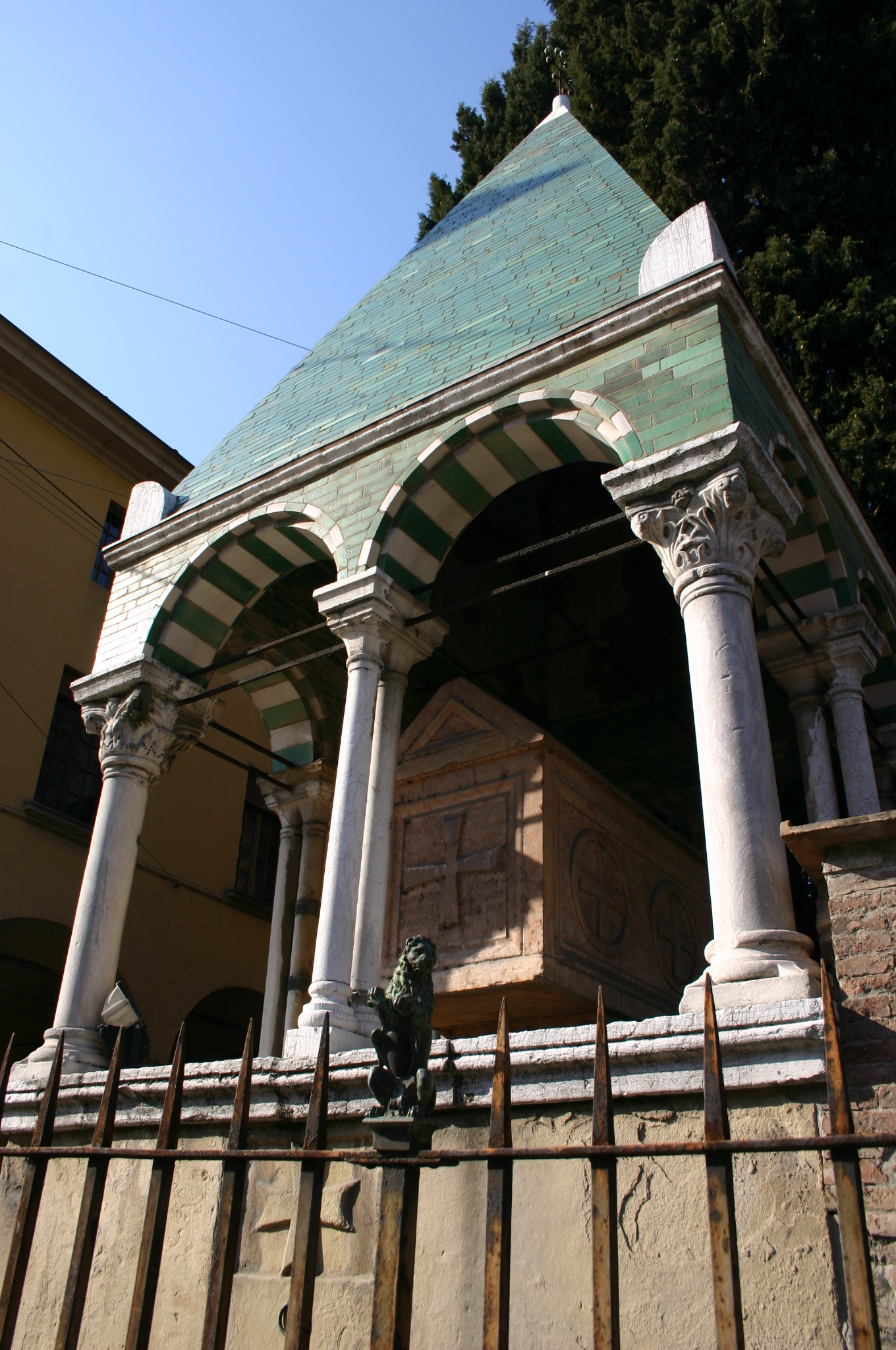
Tomba degli Accursii, antistante l'abside della Basilica di San Francesco.

L'architetto Rubbiani pensava, basandosi sul computo degli anni dei dottori, che la prima tomba ad essere eretta in San Francesco fosse quella di Accursio; in realtà, il mausoleo è il terzo in ordine di tempo (1293) fra quelli che ci sono rimasti in questa piazza, perché non fu costruito per Accursio padre, ma per il figlio. Il genitore in origine era stato sepolto presso il cimitero di San Domenico e le spoglie furono traslate per ragioni politiche.
L'edificazione della tomba di famiglia proprio nei pressi dei monumenti di illustri famiglie geremee (e gli Accursii facevano parte del partito dei Lambertazzi e vennero esiliati), dimostra una volontà, attribuibile a Francesco, tesa a non far cadere nell'oblio, e anzi a rivendicare con forza, un ruolo fondamentale all'interno della vita della città: e infatti, Palazzo d'Accursio si erge ancora oggi su Piazza Maggiore, a testimonianza di una stima comunque confermata da parte del Comune e dei cittadini.
Il monumento, che nelle parole di Filippo Villani «redditur posteris qualis constat fuisse viventibus», fu edificato nonostante lotte intestine e pesanti accuse di immoralità, dal momento che uno degli intenti dell'edificazione e della scelta del luogo era quello di affermare una sostanziale continuità celebrativa con gli altri mausolei, di segnalare, attraverso l'affinità tipologica dei monumenti, una forte continuità istituzionale.
Rimanevano nell'Ottocento «due lati del basamento e del peristilio superiore», «una cornice in pietra d'Istria, mantenutasi nei due lati che ancora durano. Sopra di essa […] dieci colonnette di un peristilio o loggetta, delle quali le quattro angolari sono più grosse, tagliate in un marmo greco specie di pentelico, con ricchi capitelli a fogliame di stile romanico-bizantino, e l'altre sei sono esili, binate, di pietra istriana. Gli archetti circolari sopra le colonne sono girati in mattoni apparecchiati e smaltati in color verde; e così […] è il muro sovrastante fino alla cornice […]». All'epoca del restauro la piramide era già crollata, e si fece riferimento al modello degli altri mausolei, nonché alla prassi esecutiva delle guglie di moltissimi campanili dell'epoca, realizzate in mattoni vetrati e smaltati di verde, secondo una tradizione ceramica regionale.
Si è scoperto che la tomba degli Accursi, originariamente divisa in due cellette, una superiore ed una inferiore, fu utilizzata come piccola abitazione o rifugio, distruggendo il piano intermedio, liberandosi dei resti mortali dei legisti (probabilmente ancora in parte nel pavimento) e disossando lo zoccolo inferiore. Non trovandosi più le ceneri dei due, Rubbiani propose che l'arca venisse ricostruita comunque per murare, ad eterno memento delle glorie dello Studio bolognese, due epitaffi che si tramandavano nelle fonti: quello riferito da Diplovataccio, mutilo, «[...] aspice quam parvo loculo concluditur iste spirtus [...]» e quello tràdito dal Sarti, probabilmente inciso sull'arca originaria, che recitava, semplicemente, «sepulcrum Accorsi glosatoris legum Francisci eius filii».
Il restauro fu portato a termine completando i lati monchi e ricostruendo parzialmente il mausoleo su base analogica, considerata però dallo stesso restauratore «come il più debole degli argomenti induttivi».

## Tomba di Rolandino dei Passaggeri

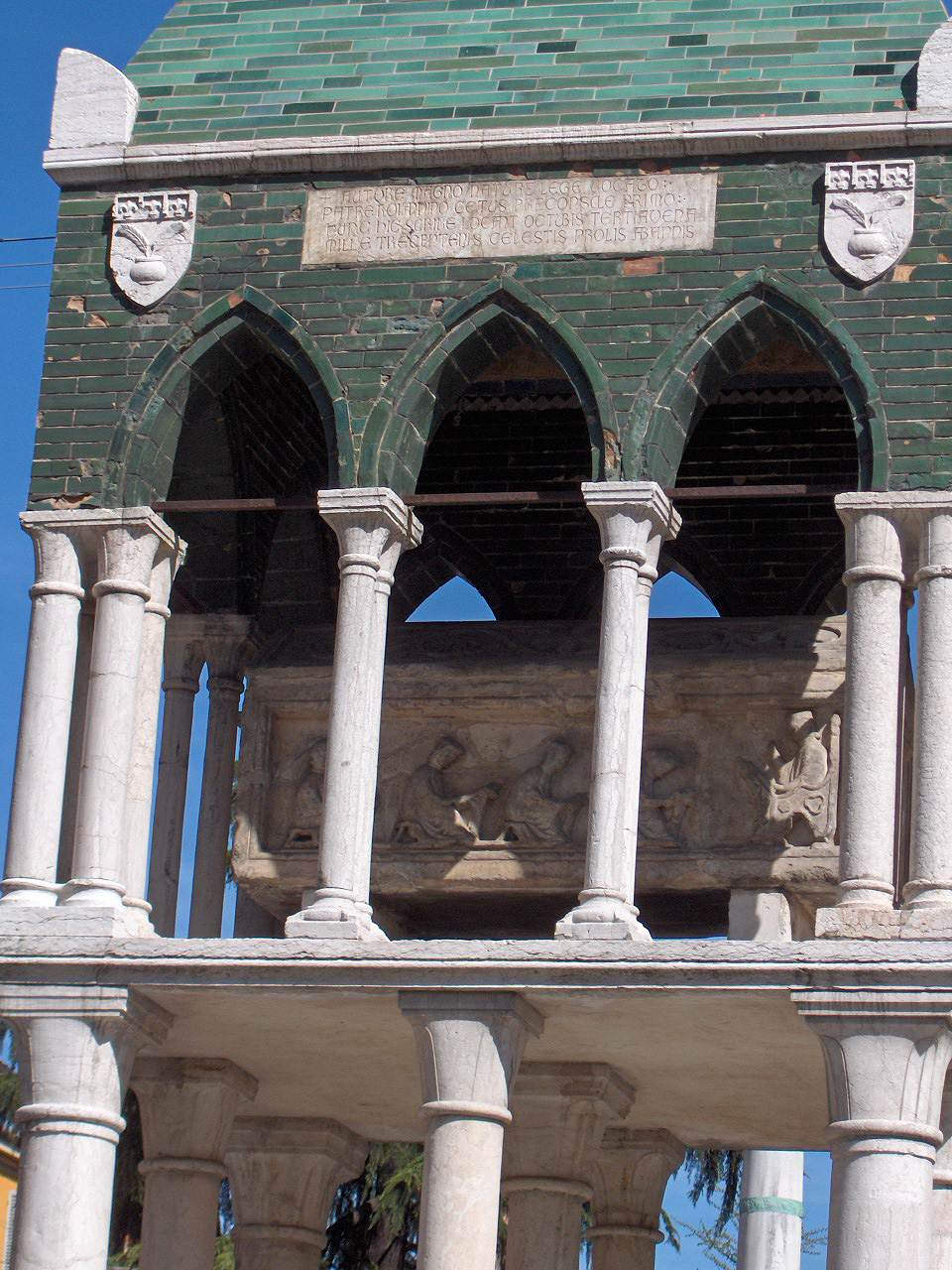
La tomba di Rolandino de' Passaggeri in piazza San Domenico.

La tomba di Rolandino de' Passaggeri venne edificata tra il 1300 e il 1306 e, nonostante i danni provocati da una bomba nel 1943 e dai numerosi interventi di restauro che mirarono a preservarla nel tempo, il suo assetto attuale corrisponde sostanzialmente a quello originale, certo in linea con la tradizione, ma «con uno spicco così netto e carattere tale da riuscire in larga misura nuovo».
Si tratta del primo monumento a presentare sull'arca la figura del maestro che fa lezione agli scolari: un tema, questo, che diventerà classico nella successiva iconografia tombale dei maestri universitari, e che a Bologna vanta una tradizione di quasi due secoli. Fa parte di quelle rappresentazioni che mostrano il defunto impegnato in attività del quotidiano. Rolandino è raffigurato di profilo, iconografia ancora arcaica, poiché in seguito si preferirà la rappresentazione frontale, in maestà. Sull'altro lato dell'arca è scolpito invece solo in posizione di gisant, e, nonostante il tratto sia semplice e piuttosto rigido, la figurazione non manca di vitalità certamente già gotica.
Non mancano indicazioni, pubblicate dal Filippini, sugli artefici del monumento, un «magistero Johanni marmorario» e un «Petro», chiamati ad un'opera di completamento nel 1306, il che lascia supporre che si trattasse dei medesimi artefici che avevano eseguito originariamente il monumento. Grandi osserva, poi, che nel contratto per il monumento al legista Albertino de' Carrari, probabilmente mai portato a termine a causa delle traversie politiche dei Lambertazzi, si menzionavano gli stessi artigiani che avevano lavorato al mausoleo rolandiniano, più altri due, forse responsabili della fase progettuale che, conclude sempre Grandi, non poteva essere mancata neppure nel modello «dal limpido, ragionato disegno architettonico».
La bellezza del monumento e la sua eleganza ne hanno fatto un oggetto di costante ammirazione nei secoli, anche in conseguenza del fatto che era utilizzato come sepolcro dei proconsoli del Collegio dei Notai ancora tra il 1581 e il 1658, segno certo di un interesse attivo da parte della potente corporazione.